# Lill-Stugutjärnen, Dalarna
Lill-Stugutjärnen är en sjö i Älvdalens kommun i Dalarna och ingår i Dalälvens huvudavrinningsområde.